# كارل شيفر
كارل شيفر (بالألمانية: Carl Schäfer)‏ (و. 1844 – 1908 م) هو مهندس معماري، وأستاذ جامعي ألماني، ولد في كاسل، توفي عن عمر يناهز 64 عاماً.
بصفته حارسًا للآثار، قاد إعادة بناء فريدريشباوس في قلعة هايدلبرغ (1890-1900)، وكنيسة دير القديس جانجولف الرومانيسكية في مونشنلوهرا في نوردهاوزن (1882-1885) وكنيسة سان بيير لو جون في ستراسبورغ (1897-1901). أضاف زوجًا من الأبراج بطول 81 مترًا إلى كاتدرائية ميسن بأسلوب قوطي جديد مقنع للغاية من عام 1903 إلى عام 1908. ويشكل هذا الآن جزءًا مهمًا من موقع التراث العالمي في ميسن. في عام 1871، كان قد بنى نافورة على ممتلكات محاميه كارل جريم في ماربورغ.